# Akitsugu Konno
Akitsugu Konno (japonès: 金野昭次)  (Sapporo, 1 de setembre de 1944 - Sapporo, 5 de setembre de 2019) fou un saltador d'esquí japonès que va competir durant les dècades de 1960 i 1970.
El 1968 va prendre part en els Jocs Olímpics d'Hivern de Grenoble, on va disputar dues proves del programa de salt amb esquís. En ambdues finalitzà més enllà de la vintena posició. Quatre anys més tard, als Jocs de Sapporo, va tornar a disputar dues proves del programa de salt amb esquís. En la prova del salt curt va guanyar una sorprenent medalla de plata, mentre en la del salt llarg fou dotzè.
El 1998, als Jocs de Nagano, va ser un dels portadors de la bandera olímpica durant la cerimònia inaugural dels Jocs.